# Жан Расін
Жан Бати́ст Расі́н (фр. Jean-Baptiste Racine фр.: [ʒɑ̃ batist ʁasin]; 21 грудня 1639 — 21 квітня 1699) — французький драматург, один із «Великої Трійці» драматургів Франції XVII століття поруч з Корнелем та Мольєром.

## Біографія
Жан Расін народився 21 грудня 1639 року (охрещений 22 грудня 1639 року) в місті Ла-Ферте-Мілон, графство Валуа (нині департамент Ен), у родині чиновника податкової служби Жана Расіна (1615—1643). У 1641 році під час пологів другої дитини (сестри майбутнього поета Марі) померла його мати. Батько одружився вдруге, але за два роки також помер у 28-річному віці. Дітей виховувала бабуся.
1649 року Жан-Батист вступив до школи в Бове при монастирі Пор-Рояль. У 1655 році його прийняли учнем у саме́ абатство. Три роки, що Расін провів там, мали значний вплив на розвиток його літературного дарування, адже навчався він у чотирьох тогочасних видатних філологів-класиків (П'єр Ніколь, Клод Лансло, Антуан Ле Местре, Жан Хамон), завдяки чому він став добре обізнаним з класичною античною літературою.
Після навчання у паризькому колежі д'Аркур (фр. Collège d'Harcourt) 1660 року Расін познайомився з Лафонтеном, Мольєром, Буало; написав придворну оду «Німфа Сени» (за яку отримав пенсію від короля Людовика XIV), а також дві п'єси, що дотепер не збереглися.
У 1661 році Расін перебрався до дядька, колишнього священика, для переговорів про отримання від церкви бенефіції, що дало б йому можливість повністю віддатись літературній творчості. Однак церква відмовила йому, й 1662 року (або наступного, 1663-го) він повернувся до Парижа. Вважається, що його перші п'єси, що дійшли до нас, «Фіваїда, або Брати-вороги» (фр. La thebaïde, ou les frères ennemis), та «Александр Великий» (фр. Alexandre le grand), були написані за порадою Мольєра, що поставив їх у 1664 та 1665 роках, відповідно.
У наступні після постановки «Александра Великого» два роки (1665—1667) Расін зміцнив зв'язки з двором, що відкрили йому шлях до особистих приязних стосунків з королем Людовиком XIV. Драматург діяв відповідно до тогочасних моральних устоїв стану, в якому опинився — здобув заступництво королівської коханки мадам де Монтеспан (її в образі пихатої Вастії автор пізніше зобразив у п'єсі «Есфір», 1689), свою коханку, відому актрису Терезу Дюпарк, змусив полишити трупу Мольєра й перейти до театру «Бургундський готель», де 1667 року вона зіграла головну роль в «Андромасі», яку вважають однією з найкращих у доробку Расіна. Оригінальність трагедії полягає в тому, що Расін виявив у ній велике вміння зобразити душу сучасної йому людину, в якій під нальотом культури вирують справжні тваринні пристрасті, і оце протистояння обов'язку та почуттів здатне призвести до суцільного руйнування особистості.
Єдину комедію Расіна «Позивачі» (Les Plaideurs) було поставлено 1668 року. 1669 року з помірним успіхом пройшла трагедія «Британік» (Britannicus), а наступного, 1670-го, на сцені з'явилась «Береніка» (Bérénice), що викликали немало суперечок з приводу виведених у ній персонажів.
За «Беренікою» були «Баязет» (Bajazet, 1672), «Мітридат» (Mithridate, 1673), «Іфігенія» (Iphigénie, 1674) та «Федра» (Phèdre, 1677). Остання трагедія, на думку багатьох літературознавців, є вершиною драматургії Расіна, перевищуючи решту творів автора красою віршів та глибиною проникнення у людську психологію. Вона ж, як це і буває з гострими творами, була неприязно сприйнята при дворі.
Відтак, Расін не став брати участь у великій полеміці, яку породила «Федра» — він одружився з набожною й господарною Катрін де Романе, яка подарувала чоловікові сімох дітей, та обійняв посаду королівського історіографа разом із Н. Буало. У цей період драматургом були створені лише п'єси «Есфір» та «Аталія» (Athalie) — їх він створив на прохання мадам де Ментенон, щоб їх поставили у 1689—1691 роки у заснованій нею школі в Сен-Сіре.
Жан Расін помер 21 квітня 1699 року. Його поховано на паризькому цвинтарі біля Церкви Сент-Етьєн-дю-Монт. Його молодший син Луї Расін також став поетом, але не досяг слави батька.

## Творчість
- 1660 — (фр. Amasie)
- 1660 — (фр. Les amours d’Ovide)
- 1660 — «Ода на видужання короля» (фр. Ode sur la convalescence du roi)
- 1660 — «Німфа Сени» (фр. La Nymphe de la Seine)
- 1685 — «Ідилія миру» (фр. Idylle sur la paix)
- 1693 — «Коротка історія Пор-Рояля» (фр. Abrégé de l’histoire de Port-Royal)
- 1694 — «Духовні пісні» (фр. Cantiques spirituels)

### П'єси
- 1663 — «Слава музам» (фр. La Renommée aux Muses)
- 1664 — «Фіваїда, або Брати-вороги» (фр. La thebaïde, ou les frères ennemis)
- 1665 — «Александр Великий» (фр. Alexandre le grand)
- 1667 — «Андромаха»
- 1668 — «Позивачі» (фр. Les Plaideurs)
- 1669 — «Британік»
- 1670 — «Береніка»
- 1672 — «Баязет» (фр. Bajazet)
- 1673 — «Мітридат» (фр. Mithridate)
- 1674 — «Іфігенія»
- 1677 — «Федра» (переклав Максим Рильський)
- 1689 — «Есфір» (фр. Esther)
- 1691 — «Аталія» (фр. Athalie)

## Особливості творчого методу Ж. Расіна
- критика вишуканої літератури сучасності з її «досконалими героями»;
- намагання повернути літературу до життя, до реальних людей, до реальних людських стосунків;
- утвердження права митця зображувати слабкості людської натури (зображення так званої «середньостатистичної людини»);
- література і театр покликані морально виховувати читача;
- правдоподібність сценічної дії;
- обґрунтовування обов'язковості давніх сюжетів для трагедії;
- показував людей такими, якими вони є, а не якими вони повинні бути;
- створення не героїчних, сповнених пафосу трагедії, а трагедії любовно-психологічні, що відображали безсилля розуму перед пристрастю;
- страждання кохання, душевна боротьба, внутрішні протиріччя психології людини складають основний

## Переклади українською
- Французькі клясики XVII сторіччя. Буальо, Корнель, Мольєр, Расін. Пер. з французької Максима Рильського. — Харків: Література і мистецтво, 1931[9].
- Ж. Расін. Федра. // Максим Рильський. Зібрання творів у 20-ти томах. Том 9-й.